# Quercus demareei
Quercus demareei là một loài thực vật có hoa trong họ Cử. Loài này được Ashe miêu tả khoa học đầu tiên năm 1926.